# Řehoř X.
Blahoslavený Řehoř X. (asi 1210, Piacenza – 10. leden 1276, Arezzo), rodným jménem Tebaldo Visconti, byl papežem katolické církve v letech 1271 až 1276. Byl zvolen na nejdéle trvajícím konkláve v historii katolické církve v letech 1268–1271.

## Život
Narodil se v Piacenze, většinu své církevní služby však strávil v nížinách na severu kontinentální Evropy.

### Pontifikát
Na papežském stolci následoval Klementa IV. (1265–68), poté, co byl stolec po tři roky uvolněn kvůli sporům mezi kardinály. Stejnou měrou zastoupení francouzští a italští kardinálové chtěli papeže ze své země kvůli neustávající politické situaci s Karlem I. z Anjou a nebyli schopni dojít shody. Patová situace byla nakonec ukončena obyvateli Viterba, kde byli kardinálové shromážděni: odstranili střechu z budovy papežského paláce, kde byli kardinálové shromážděni, zazdili je uvnitř a k jídlu jim dovolili pouze chléb a vodu. O tři dny později byl zvolen Řehoř X. Jednalo se o nejdelší konkláve v historii římskokatolické církve. Volba Řehoře X. byla považována za rozhodnou, neboť ač byl Ital, většinu času strávil na sever od Alp a díky tomu nebyl zapleten do nedávných italských politických sporů. Řehoř X. je taktéž jedním z mála papežů, kteří při svém zvolení nebyli kardinály. Nebyl dokonce ani knězem, ale arcijáhnem Lutychu.

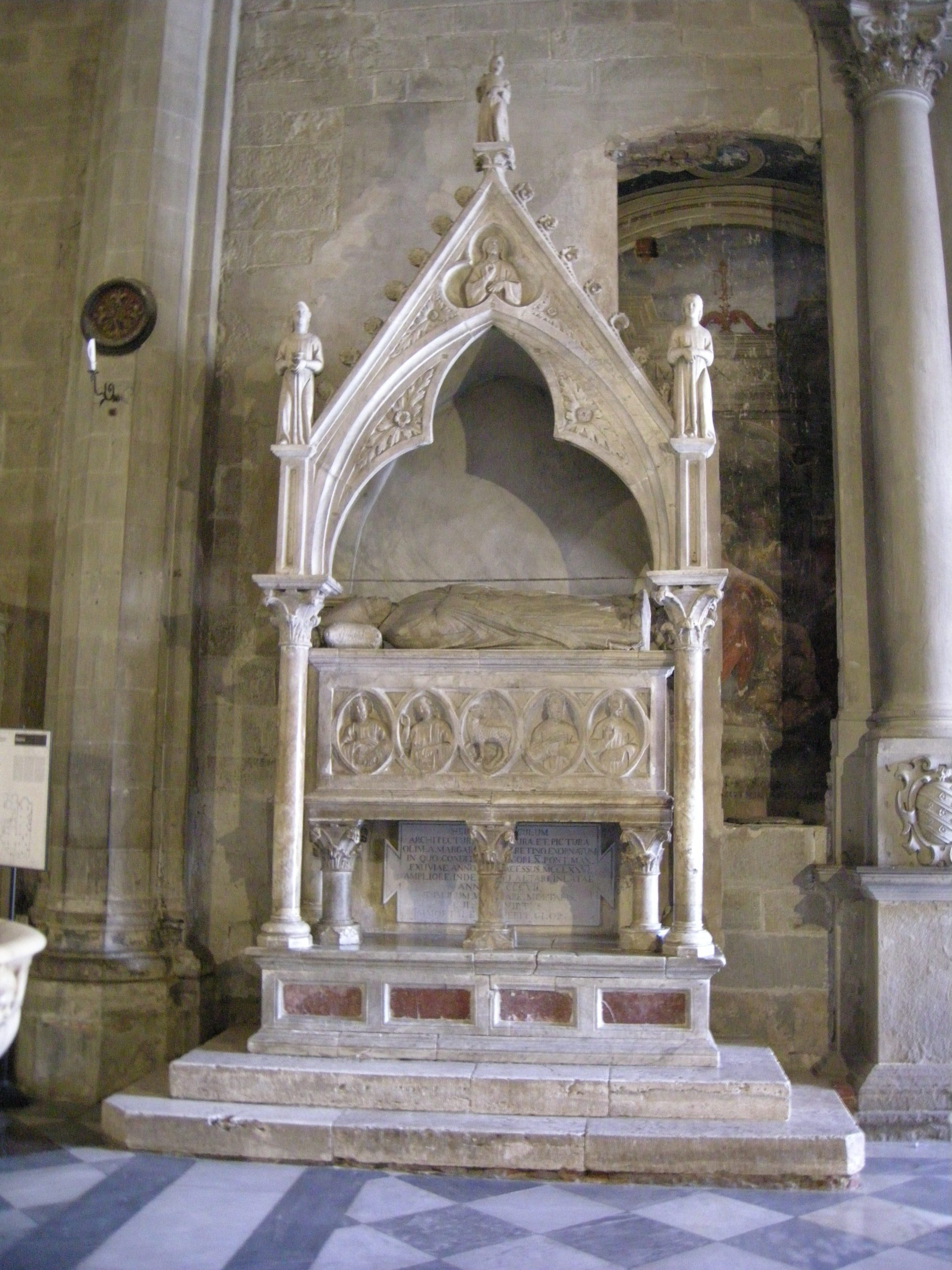
Hrobka papeže bl. Řehoře X. v katedrále v Arezzu

Že ho kardinálové vybrali pro něj bylo velmi překvapivé. Volba ho zastihla v Palestině, kde se s Eduardem I. zabýval devátou křížovou výpravou do Akko, Izrael. Nechtěl opustit svojí misi a jeho první akcí jako papeže bylo rozeslání výzev o pomoc výpravě. Poté se vypravil na cestu lodí do Itálie. Na papežský stolec byl uveden až 27. března 1272 kvůli prodlevě způsobené dlouhou zpáteční cestou a nutností být nejprve vysvěcen na kněze a biskupa.
Někdy mezi lety 1271 a 1276 Řehoř napsal dopis proti obviňování židů a persekucím proti nim.

### Koncil v Lyonu
Jeho prvním počinem po příjezdu do Říma bylo svolání koncilu, který se uskutečnil jako 2. lyonský koncil v roce 1274. Jeho účelem bylo projednávání velkého schismatu, podmínek ve Svaté zemi a zneužívání římskokatolické církve. Řehoř X. zemřel 10. ledna 1276 během návratu z tohoto koncilu v Arezzu, kde je dodnes pohřben v tamější katedrále. Díky němu vznikl na 2. lyonském koncilu dekret Ubi periculum, následně začleněný do kanonického práva, který řídil všechna konkláve až do reformy papeže Pavla VI. (1963–78). Podle něho se kardinálové musí sejít nejpozději 10 dní po smrti papeže, během volby jsou osamoceni, jídlo je jim podáváno zvláštním oknem a pakliže papež není zvolen do pěti dnů, dostávají jen chléb, vodu a víno. To mělo napříště zamezit přílišným průtahům volby.
Jeho nástupcem na papežském stolci se stal Inocenc V.
Roku 1625 byl Řehoř X. beatifikován. Jeho památka se v římskokatolické církvi slaví 10. ledna.

## Diplomatické spojení s Mongoly

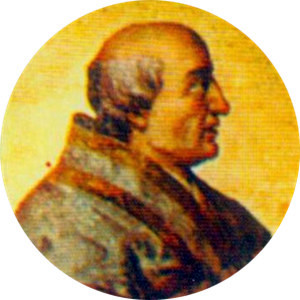
Portrét papeže bl. Řehoře X. v bazilice sv. Pavla za hradbami

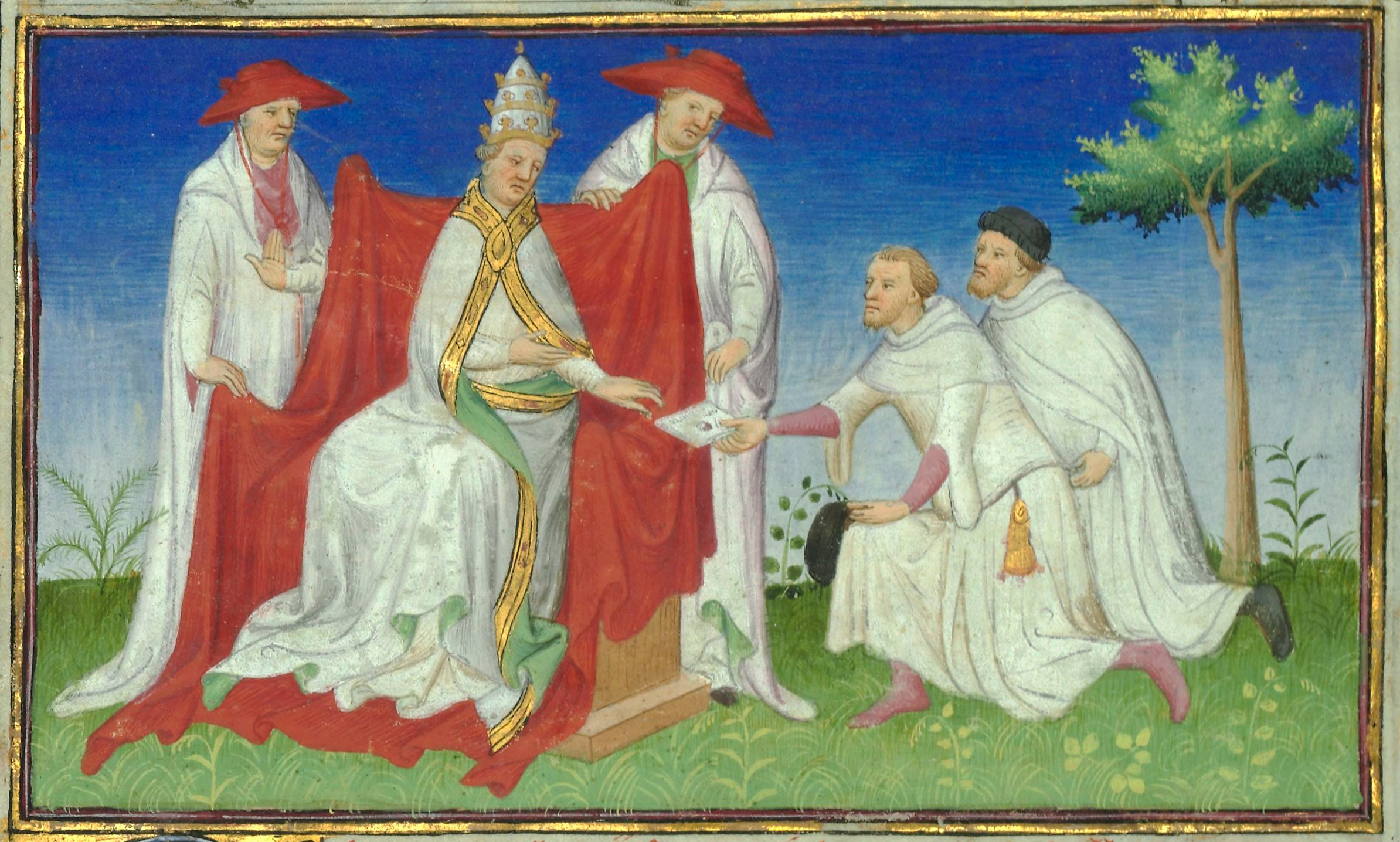
Niccolo a Maffeo Polo předávají dopis od Kublaje papeži Řehořovi X.

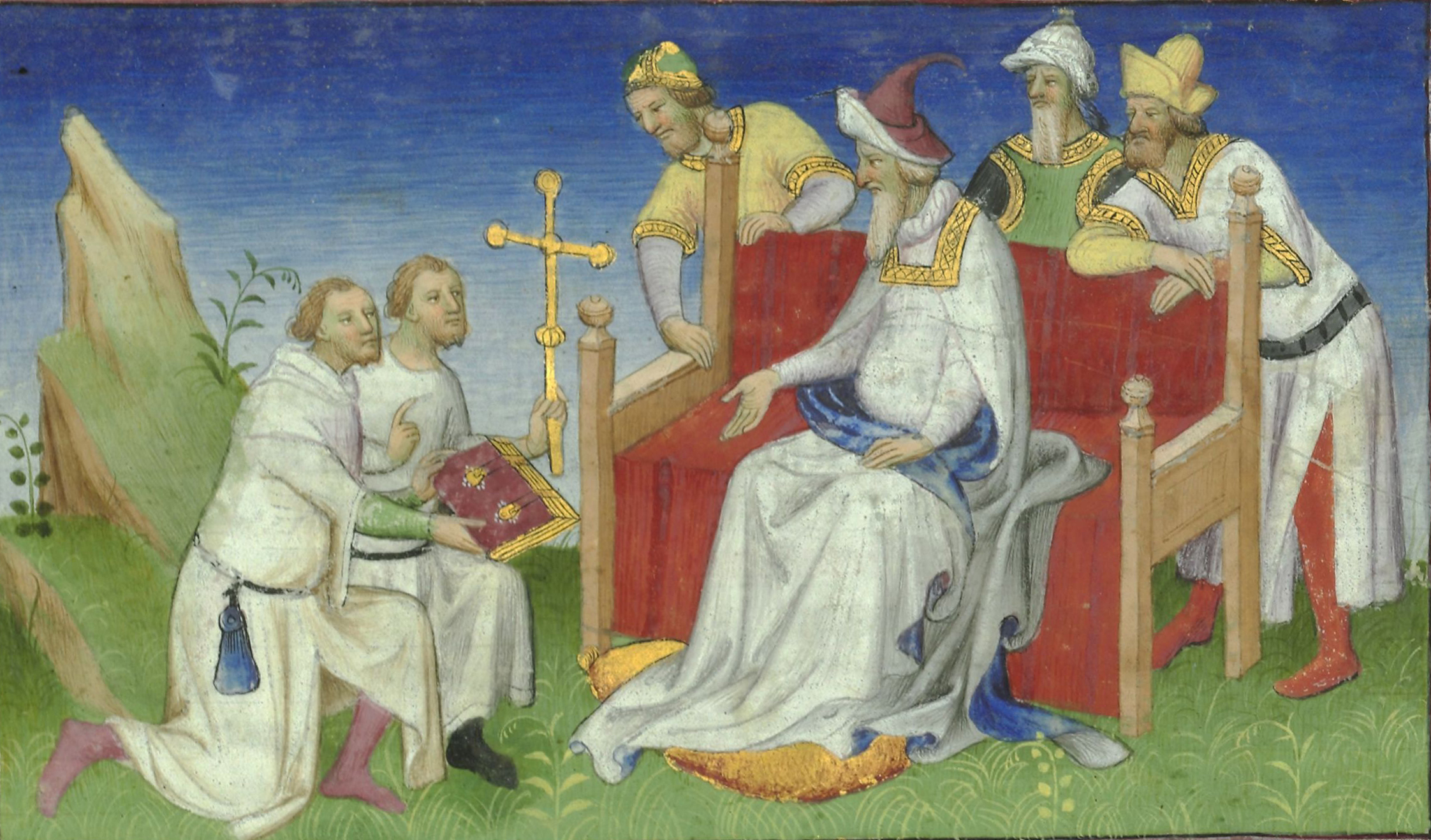
Bratři Polové se vracejí ke Kublajovi (sedící vpravo) s dopisem a darem od papeže Řehoře v roce 1275

Brzy po svém zvolení papežem v roce 1271 obdržel Řehoř dopis od mongolského panovníka Kublaje. Dopis zprostředkovali Niccolo a Maffeo Polo po svých cestách na mongolský panovnický dvůr. Kublaj v něm volá po poslání stovky misionářů a oleje z lampy z Baziliky Svatého hrobu. Nový papež mohl uvolnit pouze dva mnichy a nějaký olej. Mniši se však vrátili brzy po tom, co jejich výprava vyjela. Niccolo a Maffeo (tentokrát již doprovázeni mladým Marcem) se do Mongolska vrátili a Kublajovi olej od papeže předali v roce 1275.
Mongolský ílchanátský vůdce Abaya poslal v roce 1274 delegaci o více než 12 členech na Druhý lyonský koncil, kde se plánovala možná válečná spolupráce mezi Mongoly a Evropany. Po koncilu Abaya poslal další delegaci kvůli dalšímu informování západních panovníků ohledně válečných příprav. Řehoř odpověděl, že jeho legáti by doprovázeli křížovou výpravu a byli by zodpovědní za řízení válečných operací s ílchánem. Nicméně tyto projekty nové velké křížové výpravy se zastavily v podstatě se smrtí papeže Řehoře X. v lednu 1276. Peníze, které byly nashromážděny pro tyto účely, byly namísto toho použity v Itálii.

## Řehoř X. ve filmu
| Burt Lancaster | v seriálu o Marku Polovi z r. 1982, režie Giuliano Montaldo |
| Gabriel Byrne  | v seriálu o Marku Polovi z l. 2014 - 2016                   |